# Bupleurum hamiltonii
Bupleurum hamiltonii är en flockblommig växtart som beskrevs av Nambiyath Puthansurayil Balakrishnan. Bupleurum hamiltonii ingår i släktet harörter, och familjen flockblommiga växter.

## Underarter
Arten delas in i följande underarter:
- B. h. hamiltonii
- B. h. humile
- B. h. paucefulcrans